# Cao Guimarães (músico)
Cao Guimarães, nome artístico de Antonio Carlos Guimarães Cunha (Cruz Alta, 7 de outubro de 1952), é um cantor, compositor, letrista, arranjador, violonista, cavaquinista e sambista brasileiro.
Foi autor de sambas-enredo para escolas de samba de Porto Alegre, como Bambas da Orgia (Festa dos Navegantes 1976), Acadêmicos da Orgia (O Mundo Mágico das Telenovelas 1981) e Beija-Flor do Sul (Mineração, um Sonho Brasileiro, samba campeão do Carnaval de Porto Alegre em 1982).
Depois de viajar pelo Brasil com a cantora Loma, voltou ao Rio Grande do Sul e participou de mais de cinquenta festivais nativistas e de música popular. A partir de 1995, passou a dedicar-se à música viva, evitando microfones e caixas acústicas.
Também escreveu os livros A Arte de Ouvir, sobre musicoterapia e música sustentável, editado em 1999, e Moenda da Canção 20 anos, lançado em 2007.
Atualmente, trabalha como Cantaí Cantador, sai pela noite, nos bares e pelas calçadas iluminadas cantando ao vivo e passando o chapéu, vivendo na prática sua música auto-sustentável, ecológica, comunicação direta entre o artista e o público.

## Obras
- À Musa[1]
- Água-Viva[1]
- Carreirada[1]
- Lagoa[1]
- Mineração, um Sonho Brasileiro[1]
- Minuana[1]

## Discografia
- Pampas e Mares (2000)[2]

## Livros

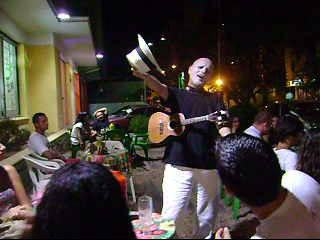
Uma apresentação do músico.

- A Arte de Ouvir (1999)
- Moenda da Canção 20 anos (2007)

## Prêmios
- Vindima de Flores da Cunha (1989)
- IV Moenda da Canção de Santo Antônio da Patrulha (1990)[2]

"Parentes na África"